# كاسو مارزو
كاسو مارزو أو كاسو فرازيغو كما يسمى في سردينيا، أو حرفيا الجبن الفاسد (بالإيطالية: formaggio marcio) كما يسميه الإيطاليون، هو جبن إيطالي تقليدي من سردينيا مستخرج من حليب الغنم، يتميز باحتوئه على يرقات حشرات حية (نغفات).
يصنع كاسو مارزو في الأصل من جبنة البيكورينو الإيطالية. فبعد عملية تخمر نموذجية، يمر الجبن المخمر الناتج إلى مرحلة تحلل خاصة، بتدخل من يرقات ذبابة الجبن (مستودكة جبنية). يتم إدخال هذه اليرقات عن عمد إلى الجبن، بغية تعزز مستوى عمليتي التخمر وكسر الدهون في الجبن. يأخذ الجبن بعدها ملمسا شديد الطراوة، مع قليل من السائل (يطلق عليه اسم «الدمعة» أو lagrima في لغة سردينيا) الذي يقطر من هنا وهناك. تظهر اليرقات التي يحتويها الجبن على شكل ديدان بيضاء نصف شفافة بطول 8 مم (0.3 بوصة).

## التخمير
لصنع الكاسو مارزو يتم في البداية ترك جبن البيكورينو خارجا، مع نزع بعض من قشرته للسماح لذبابات المستودكة الجبنية لوضع بيوضها في الجبن. يمكن لأنثى المستودكة الجبنية وضع أكثر من 500 بيضة في آن واحد. ماشرة بعد فقس البيض تبدأ اليرقات في التغذي على الجبن. أثناء ذلك، يعمل حمض الجهاز الهضمي لليرقات على تحطيم دهون الجبن،  ما يعطي للجبن بنية لينة وطرية جدا؛ بحلول الوقت الذي تكون فيه الجبنة جاهزة للاستهلاك، فإن جبنة كازو نموذجية واحدة قد تحتوي على آلاف من تلك اليرقات.

## الاستهلاك
يعتبر عشاق الجبن الفاسد السردينيون الكاسو مارزو الذي يحوي يرقات (نغفات) ميتة كطعام غير آمن للاستهلاك. لهذا السبب، يؤكل عادة فقط الجبن التي لا تزال حية فيها اليرقات، على الرغم من أن الجبن المبرد (الشئ الذي قد يقتل اليرقات) يمكن هو الآخر استهلاكه. عندما تتخمر الجبنة بالقدر الكافي، يتم تقطيعها إلى شرائح رفيعة وتقديمها في قطعة من خبز ساردينيا الرطب (خبز كاراساو)، مع نبيذ أحمر قوي على غرار الكانوناو المحلي. يعتقد سكان جزيرة سردينيا بكون جبن الكاسو مارزو هو بمثابة منشط جنسي طبيعي.
نظرا لأن يرقات الجبن يمكنها القفز لعلو قد يصل إلى 15 سم (6 بوصات) عند تعرضها للإزعاج،  يمسك المستهلكون بأيديهم فوق الساندويتش لمنع اليرقات من القفز. أولئك الذين لا يرغبون في أكله بوجود اليرقات، يقومون بوضع الجبن في كيس ورقي مغلق. اليرقات المتعطشة للأكسجين، تميل للقفز خارج الجبن دائما داخل الكيس، مما يخلق صوتا شبيها بالفرقعة. عندما تهدأ الأصوات، تكون اليرقات قد ماتت، حينها يمكن تناول الجبن دون الخوف من وجود اليرقات الحية.

## المخاوف الصحية
من الممكن أن تبقى اليرقات على قيد الحياة داخل الأمعاء، مما يؤدي إلى إصابة الشخص بحالة تسمى بالنغف. في هذا الشأن هناك الكثير من الحالات الموثقة لإصابة الشخص بالنغف الناتج عن يرقات المستودكة الجبنية.

## القانونية
بسبب قوانين الاتحاد الأوروبي المشددة الخاصة بالغذاء والصحة، تم حظر استهلاك هذا النوع من الجبن تجنبا لأي مضاعفات صحية، حيث يتم معاقبة المنتهكين وتغريمهم. مع ذلك، وبالرغم من عدم قانونية الكاسو مارزو يقوم البعض من المزارعين في سردينيا بتوفيره وجعله متاحا في السوق السوداء، أين يمكن بيعه بسعر يصل إلى ضعف سعر جبن البيكورينو.
في المقابل ظهرت محاولات أخرى تهدف للتحايل على حظر الاتحاد الأوروبي بإعلان جبنة الكاسو كغذاء تقليدي، تم تصنيعه بنفس الطريقة لأكثر من 25 عاما، وبالتالي فهو معفي من لوائح سلامة الغذاء. الطريقة التقليدية لصنع الجبن موضحة في وثيقة رسمية صادرة عن الحكومة المحلية لجزيرة سردينيا.
بحلول سنة 2005، قام باحثون من جامعة ساساري بتعاون مع مزارعي الأغنام المحلين بتطوير طريقة صحية للإنتاج الآمن لجبن الكاسو، بغية رفع الحظر عن هذا الأخير والسماح ببيعه بشكل قانوني.

## نفس الجبن بأسماء متعددة
خارج سردينيا، يمكن إيجاد جبن مماثل للكاسو مارزو، يتم إنتاجه على طريقة هذا الأخير في جزيرة كورسيكا الفرنسية المجاورة،  حيث يعتبر كبديل محلي لجبن ساردينيا، يعروف محليا باسم كاسجيو ميرزو. وكذلك في عدد من المناطق الإيطالية الأخرى،  على غرار جبن البونتو في موليزي وكاسو بونتو في سالنتو، ومارسيتو أو كاس فراسيش في أبروتسو وسالتريلو في فريولي فينيتسيا جوليا.
غير ذلك، هناك العديد من الأصناف الإقليمية الأخرى من الجبن المصنوع بنفس الطريقة بتدخل من يرقات الذباب أو كائنات دقيقة أخرى. على سبيل المثال، جبنة حليب الماعز المماثلة التي في يتم تركها خارجا في الهواء الطلق لتقوم المستودكة الجبنية بوضع بيضها بشكل طبيعي في الجبن. بعد نضج هذا الأخير، يتم عصره في النبيذ الأبيض، مع العنب والعسل، لمنع اليرقات من الظهور، الشئ الذي يعطي الجبن نكهتة القوية. بالإضافة إلى ذلك، هناك أمثلة أخرى مماثلة من أوروبا، تشترك كلها في نفس الطريقة التقليدية التي تعتمد على بعض المفصليات الحية بغرض تحسين قوام ونكهة الجبن. أشهر تلك الأجبان هي جبنة الميموليت الفرنسية، التي تعتمد عملية إنتاجها على عث الجبن.